# Louis Lachenal

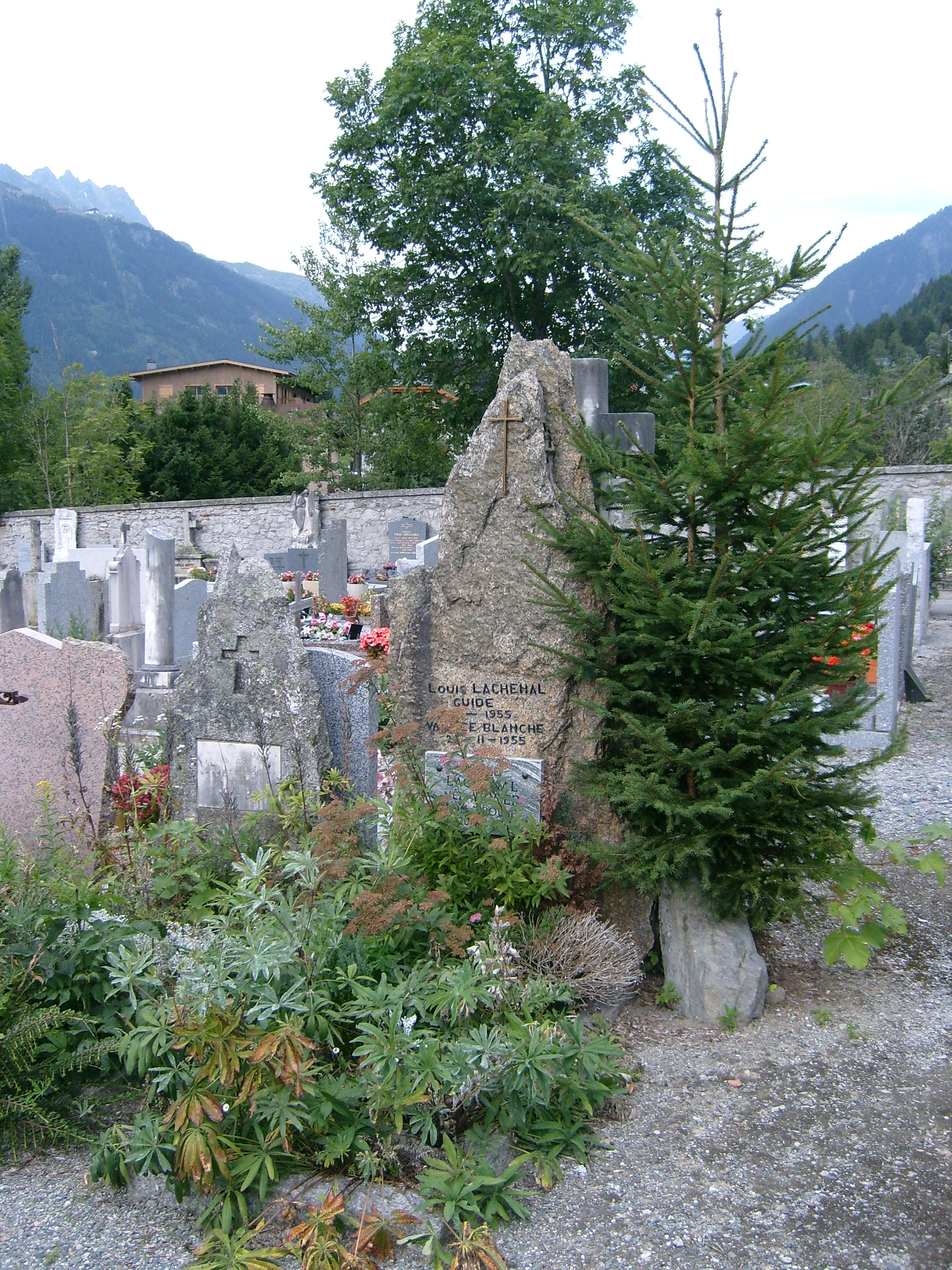
Grobowiec Louisa Lachenala

Louis Lachenal (ur. 17 lipca 1921 w Annecy, zm. 25 listopada 1955) – francuski narciarz, alpinista i himalaista.
Wraz z Maurice'em Herzogiem jako pierwszy wspiął się na ośmiotysięcznik. 3 czerwca 1950 zdobyli Annapurnę w Nepalu. Przed tym osiągnięciem w 1947 wraz z Lionelem Terrayem dokonał drugiego przejścia północnej ściany Eigeru. Zginął podczas zjazdu na Vallée Blanche, wpadając do 25-metrowej szczeliny w lodowcu. Podobnie jak jego przyjaciel z wypraw górskich Lionel Terray jest pochowany na cmentarzu w Chamonix.